# Kinorány
Kinorány (szlovákul Chynorany) község Szlovákiában, a Trencséni kerületben, a Simonyi járásban.

## Fekvése
Simonytól 8 km-re nyugatra fekszik.

## Története
A régészeti leletek tanúsága szerint a község területén már az i. e. 6000 körüli időben is éltek emberek. Az i. e. 2900-ig terjedő időből számos cserépmaradvány került elő.
A 11. században szláv település állt ezen a helyen, mely a nyitrai várhoz tartozott. 1243-ban a településen lévő birtokaikat 4 személy elcseréli.
1387-ben Luxemburgi Zsigmond adománylevelében még "Heren" alakban említik. 1395-ben "Hynyeren", "Henyeren" alakban szerepel a király oklevelében. 1396-ban "Hemerien" néven említik. Mai nevén csak 1773-ban bukkan fel az írott forrásokban "Chinoran" alakban. 1395-től az esztergomi érsekség birtoka. 1446-ban és 1447-ben, a huszita háborúk során többször kirabolták. 1531-ben 33 adózó porta állt a községben, 6 ház lakatlan volt. 1553-ban malma és 35 portája létezett. 1598-ban az összeírás szerint 62 háza állt. 1640-ben feldúlta a török, két temploma ekkor pusztult el. 1663-ban a töröknek adózott Érsekújvárra. 1715-ben 73, 1720-ban 61 háztartása volt. 1787-ben az első népszámlálás szerint 107 lakóház található Kinorányban, melyben 205 család élt, a lakosok száma 1117 volt. A 18. században sóraktár, malom és sörfőzde működött a területén. Több kézműves is élt a településen, 3 szabó, 3 bognár, 3 csizmadia, 2 szűcs, 2 mészáros és egy kovács. 1828-ban 181 házában 1272 lakos élt, akik földművesek, fuvarosok voltak. 1840-ben és 1863-ban az egész falu leégett. 1894-ben alapították takarékszövetkezetét, 1905-ben pedig gazdaszövetkezete alakult meg. 1906-ban lengyár kezdte meg működését. Téglagyár is üzemelt a településen.
A trianoni békeszerződésig Nyitra vármegye Nyitrazsámbokréti járásához tartozott.

## Népessége
| Év:            | 1994. | 2004.   | 2014.   | 2024.   |
| -------------- | ----- | ------- | ------- | ------- |
| Emberek száma: | 2782  | 2723    | 2718    | 2661    |
| Eltérés:       |       | -2,12 % | -0,18 % | -2,09 % |

| Év:            | 2023. | 2024.   |
| -------------- | ----- | ------- |
| Emberek száma: | 2671  | 2661    |
| Eltérés:       |       | -0,37 % |

1910-ben 2147, túlnyomórészt szlovák lakosa volt.
2001-ben 2720 lakosából 2684 szlovák volt.
2011-ben 2754 lakosából 2580 szlovák.

## Híres emberek
- Itt született 1708-ban Terlanday János rozsonai választott püspök, pécsi Szent Ágostonnak prépostja, a nyitrai káptalan tagja és főesperes, püspöki vikárius.
- Itt született 1851-ben Séda Ernő római katolikus pap, író.
- Itt született 1862-ben Molnár Vince tanár. A vakok oktatásában folytatott jeles tevékenységet.
- Itt született 1894-ben Valentín Beniak szlovák költő, műfordító.
- Itt született 1921-ben František Púchovský szlovák matematikus.
- Itt született 1938-ban Vojtech Masný olimpiai ezüstérmes csehszlovák válogatott szlovák labdarúgó, csatár.
- Itt született 1943-ban Ivan Korec szlovák matematikus, pedagógus.

## Nevezetességei
- A Nagyboldogasszony tiszteletére szentelt római katolikus temploma 1789-ben épült.
- A Kármelhegyi Szűzanya tiszteletére szentelt kápolnája 1936-ban épült.

## Külső hivatkozások
- Hivatalos oldal
- Községinfó
- Kinorány Szlovákia térképén
- E-obce.sk[halott link]